# Bienenhaus

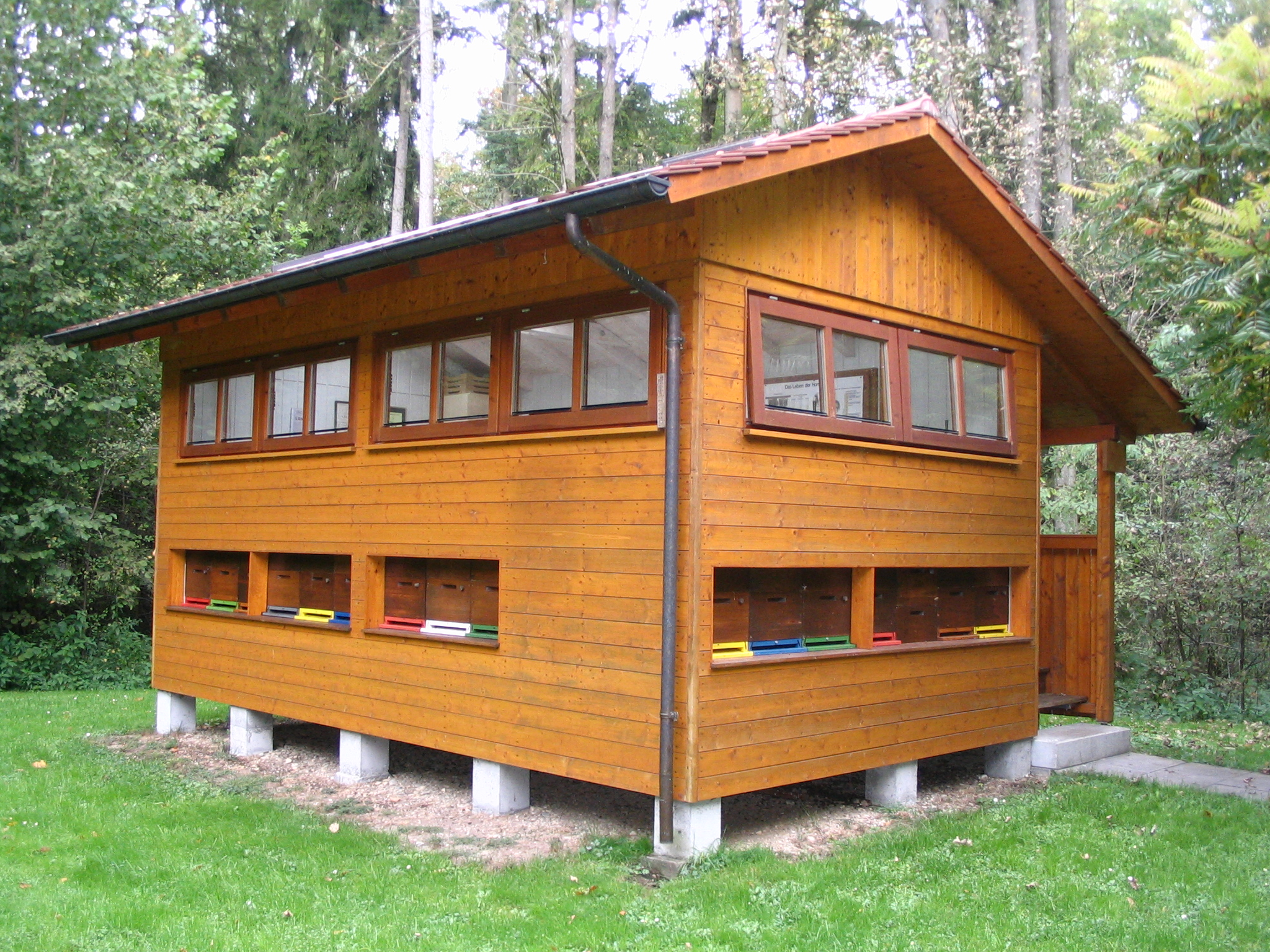
Neueres Bienenhaus mit verschiedenfarbigen Anflugbrettern, die den Bienen die Orientierung erleichtern sollen

Das Bienenhaus (lateinisch: Apiarium) ist ein Bauwerk, in dem Imker mehrere Bienenstöcke aufstellen und auch Imkereigeräte lagern können.
Die Häuser sind meist bienengerecht in Holzbauweise errichtet, seltener in Mauerwerk ausgeführt. Bienenhäuser waren bis zu ihrem Niedergang in den 1970er Jahren vor allem im deutschsprachigen Raum weit verbreitet, während Imker in der restlichen Welt ihre Bienen schon immer im Freien in der Magazin-Betriebsweise hielten. In der Imkerei in der Schweiz ist die Bienenhaltung in Bienenhäusern nach wie vor die häufigste Betriebsweise.

## Geschichte

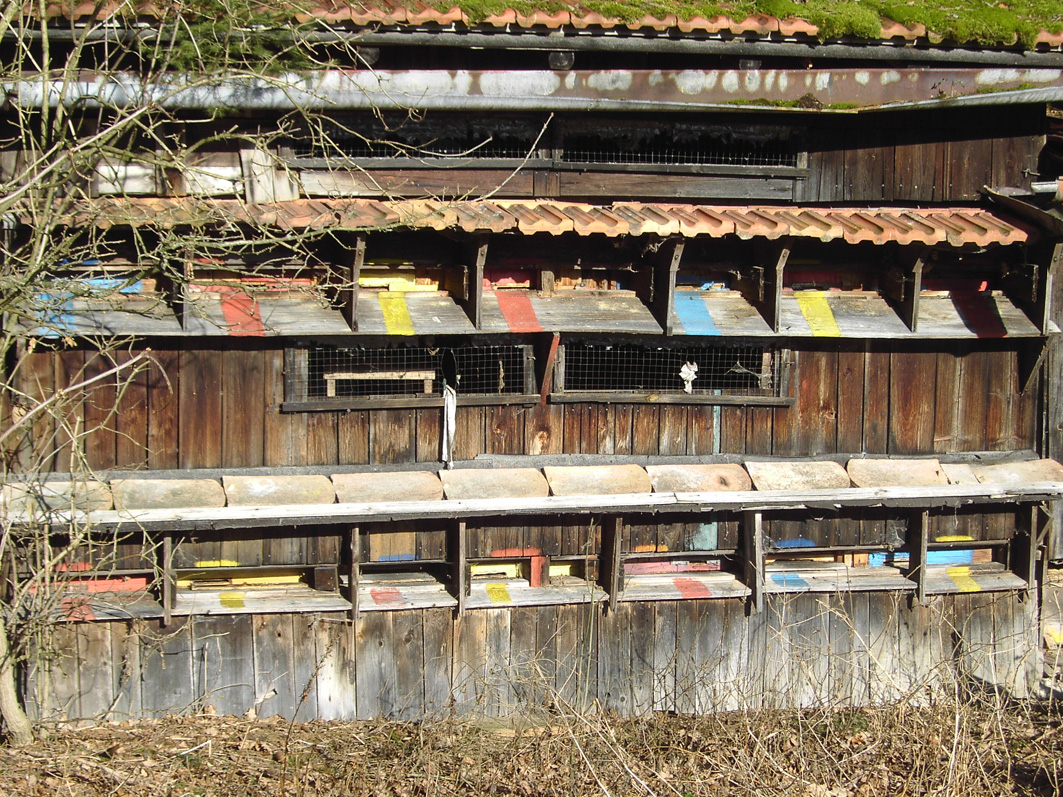
Älteres Bienenhaus mit verschiedenfarbigen Anflugbrettern

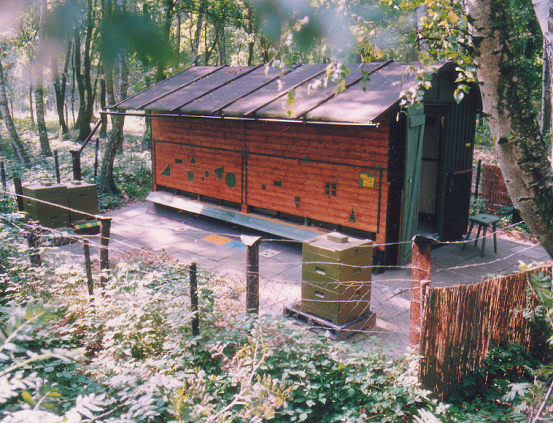
Bienenhaus im Wald, davor außen aufgestellte Magazinbeuten

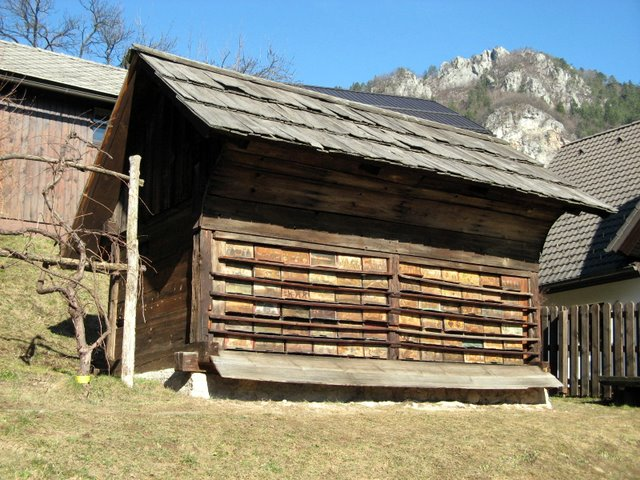
Krainer Bienenhaus: Horizontalbeuten mit bemalten Bienenbrettern

Bienenhäuser kamen erst im 19. Jahrhundert auf, als die Notwendigkeit entstand, die neu entwickelten, hölzernen Bienenkästen wettergeschützt aufzustellen. Im Gegensatz zum kleineren Bienenstand und zum Bienenwagen handelt es sich bei einem Bienenhaus um eine größere und dauerhafte Einrichtung. In der historischen Bienenhaltung waren keine solchen Häuser erforderlich. In der mittelalterlichen Zeidlerei wurden Bienen in hohlen Baumstämmen im Wald gehalten. Später stellte man die aus dem Baum ausgesägten Bienenbehausungen als sogenannte Klotzbeuten in der Nähe der Wohnungen auf. Bei der bis in die zweite Hälfte des 19. Jahrhunderts betriebenen Korbimkerei mit Strohkörben als Behausung standen die Bienenwohnungen unter einem „Schauer“, der in der Heideimkerei Bienenzaun hieß. Mit der Erfindung des Rähmchens als beweglicher Bienenwabe 1853 durch Baron August Freiherr von Berlepsch (1815–1877) verbreitete sich ein Bienenkasten aus Holz, die sogenannte Hinterbehandlungsbeute. Diese Bienenbehausung war nicht witterungsfest und benötigte eine regensichere Aufstellung. Viele Imker im deutschsprachigen Raum errichteten daraufhin Bienenhäuser auf ihren Grundstücken oder in der freien Landschaft, meist in Waldnähe. Die Bienenkästen waren in zwei oder drei Ebenen übereinander stapelbar, so dass der Raum eines Bienenhauses optimal ausgenutzt werden konnte. In der Schweiz wird in Bienenhäusern bevorzugt der Schweizerkasten als Bienenbeute verwendet.

## Vorteile
Durch das feste Gebäude besteht ein sehr guter Witterungsschutz für die Bienenkästen, die auch heute noch aus Holz gearbeitet sind. Im Haus können viele zur Bearbeitung erforderliche Geräte und Teile, wie Magazinbeuten, Bienenwaben, Honigerntegeräte (Honigschleuder) untergebracht werden. Der Imker kann auch bei widrigen Witterungsbedingungen (Wind, Regen) an den Völkern arbeiten oder sie kontrollieren.
Nicht selten waren in einem abgeteilten Bereich das Schleudern des Honigs und selbst alle Arbeiten zur Zucht von Königinnen möglich. Dadurch entfielen Transportarbeiten und andere sonst notwendige Räumlichkeiten. Hinzu kommt der Schutz vor Diebstahl und ein gewisser Schutz vor Unfug und Vandalismus.

## Nachteile
Die Aufstellung eines Bienenhauses erfordert für den Imker wesentlich höhere Investitionen als eine freie Aufstellung im Gelände. Fast immer ist eine Baugenehmigung erforderlich. Innerorts überschreitet das Gebäude in der Regel die baugenehmigungsfreie Raumgröße, außerorts ist eine Genehmigung zwingend erforderlich aus Schutz vor Zersiedlung der Landschaft. Bei der Völkeraufstellung im Bienenhaus ist der Imker wenig beweglich und lässt die Völker meist am Ort stehen. Bei schlechten Nektarsammelmöglichkeiten fällt dadurch die Honigernte geringer aus, als wenn ergiebige Nektarquellen angewandert werden. Auch können sich die einzelnen Bienen leicht in andere Bienenvölker verfliegen. Im Sommer erschweren hohe Temperaturen dem Imker die Arbeit im Bienenhaus, was durch die Sonneneinstrahlung und die Körperwärme der Bienen bedingt ist. Auch die räumliche Enge und die relative Dunkelheit erweisen sich als ungünstig.

## Niedergang
Mit dem verstärkten Aufkommen der Magazinbeute im deutschsprachigen Raum in den 1970er Jahren wurden Bienenhäuser überflüssig. Diese Bienenkästen waren billiger und versprachen höhere Honigernten, da sie im Freien aufgestellt und als Wanderbienenstand betrieben werden können. Viele Imker tauschten ihre Bienenkästen daher gegen die modernen Magazine aus. Eine Ausnahme bildete die DDR, wo es bis zur deutschen Wiedervereinigung 1990 mehrheitlich Bienenhäuser und weit verbreitete Bienenwagen gab, mit denen Wanderungen ohne großen Arbeitsaufwand möglich waren.
Weltweit wurden Honigbienen auch schon vor 1970 meist in Magazinen gehalten. Dies ist darin begründet, dass die Imkerei in anderen Ländern ein profitorientierter Erwerbszweig ist. Außerdem spielt das wärmere Klima eine Rolle, das in vielen Ländern herrscht, in denen die Bienenhaltung traditionell stark vertreten ist (Spanien, Südfrankreich und andere). Die deutsche Imkerei dagegen wurde in den letzten 100 Jahren von bastelfreudigen und erfindungsreichen Hobbyimkern als Liebhaberei betrieben, wobei der Ertrag nicht das oberste Ziel war.

## Bienenstand
Eine einfachere Form des Bienenhauses ist der Bienenstand oder Bienenschauer. Dies ist ein wesentlich kleinerer, fest aufgestellter Freistand, der nur den Beuten Schutz vor Witterungseinflüssen gibt. Sein Vorteil liegt darin, das er gegenüber dem immobilen Bienenhaus meist ohne Baugenehmigung aufgestellt und auch ohne größeren Aufwand kurzfristig wieder entfernt werden kann.

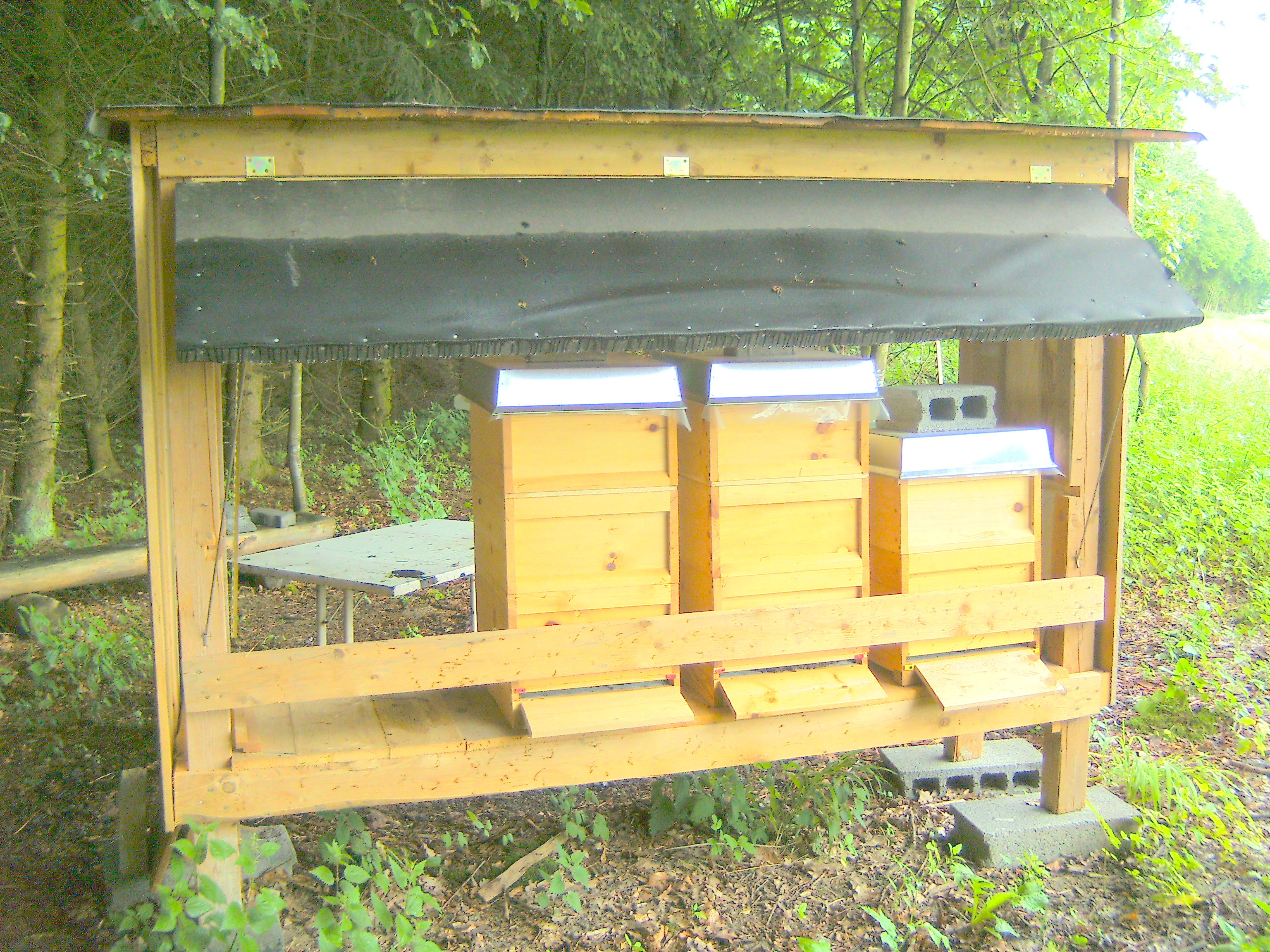
Mobiler Bienenstand
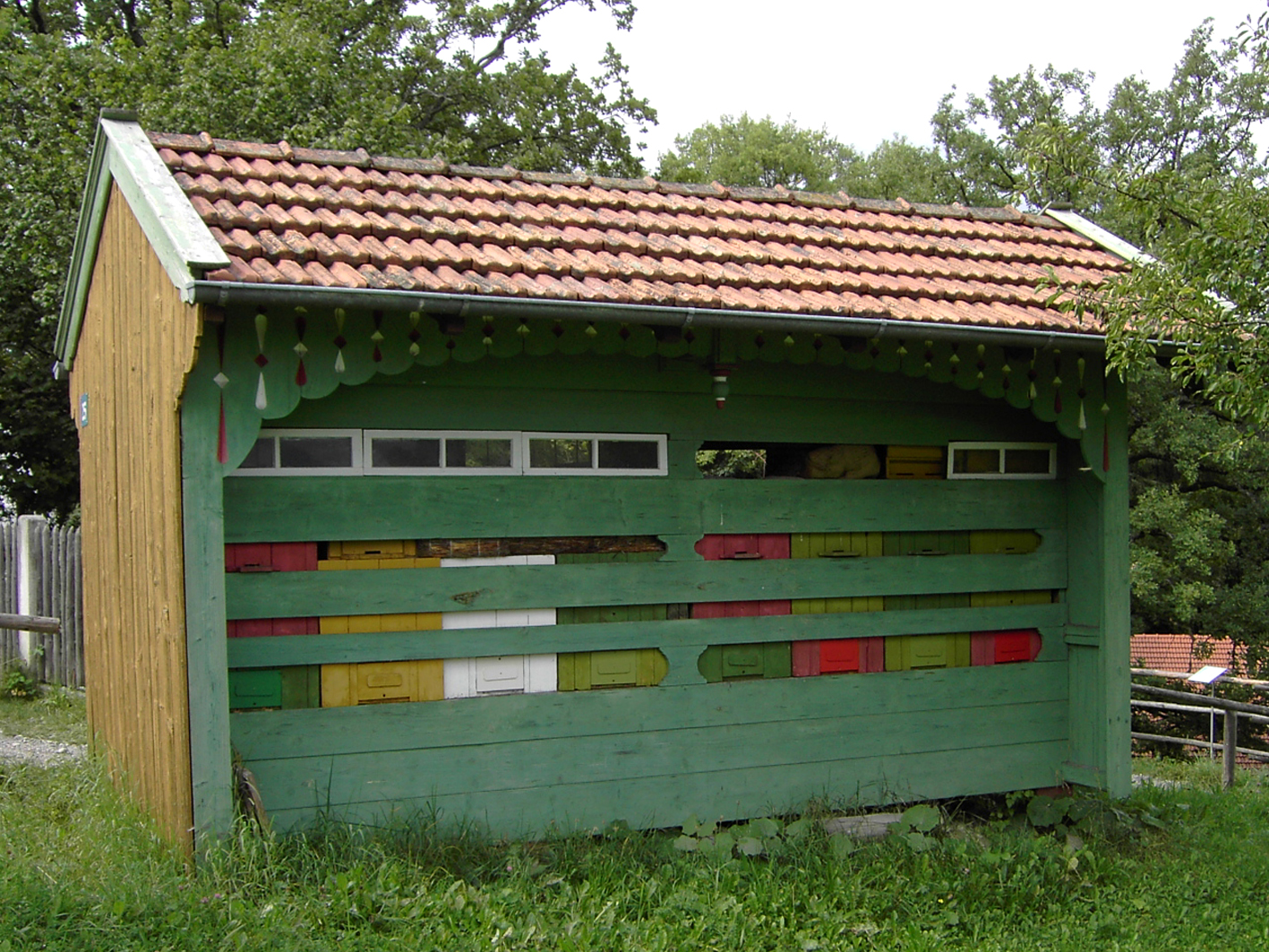
Festerer Bienenstand im Freilichtmuseum Glentleiten, errichtet Anfang des 20. Jahrhunderts
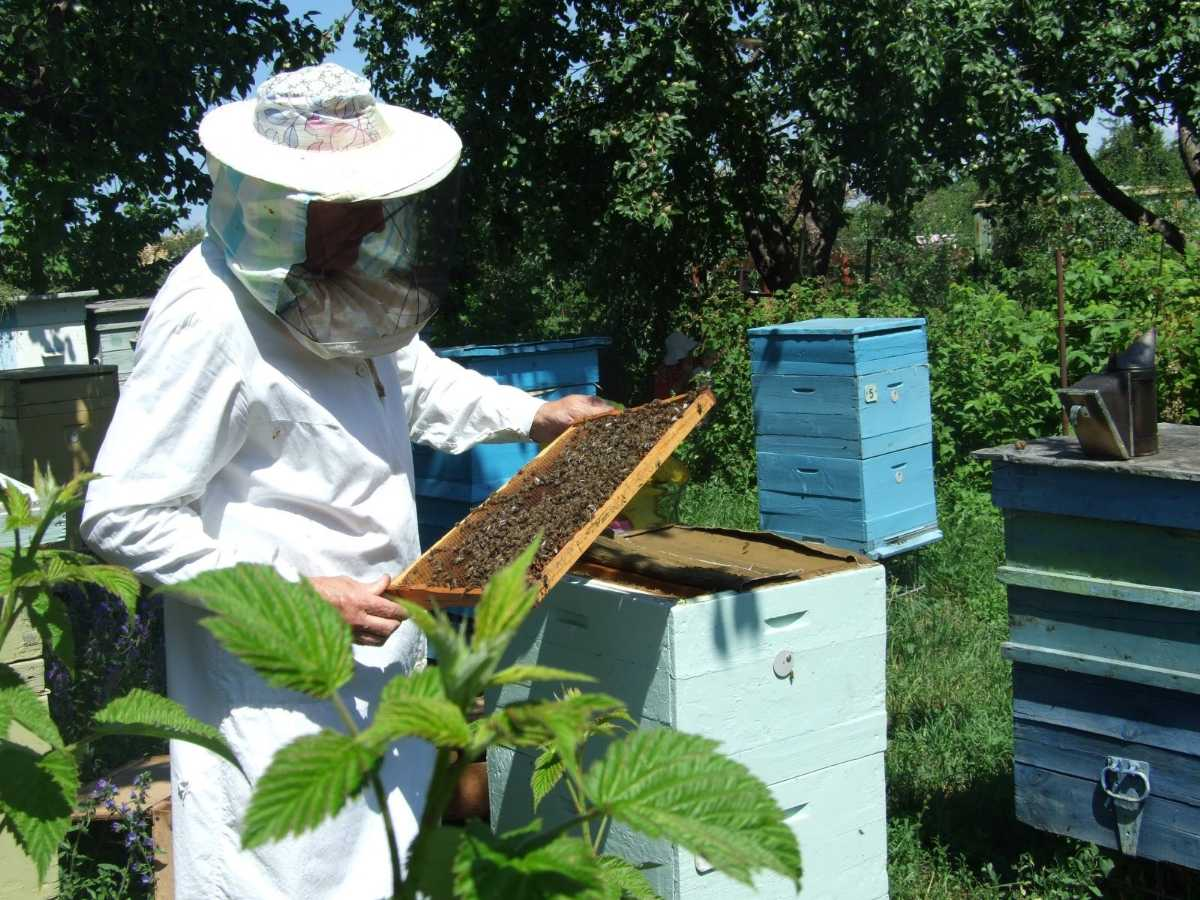
Bienenhaus in Baschkortostan, Russland